# Немецкий романтизм

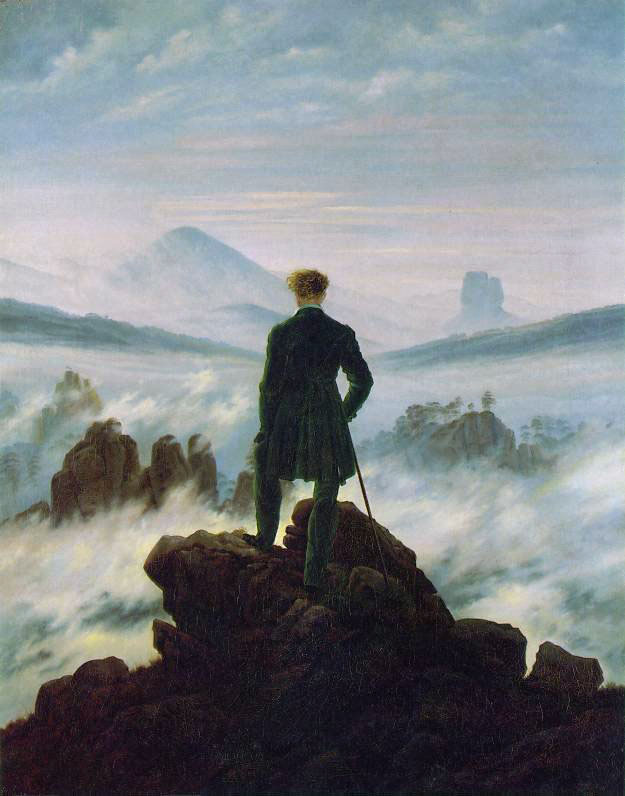
«Странник над морем тумана» (1818) — «визитная карточка» немецкого романтизма

Немецкий романтизм (нем. Deutsche Romantik) — первоисточник континентального романтизма; господствующее направление в искусстве немецкоязычных стран Европы с конца XVIII до середины XIX века. Сформировался в Йене практически одновременно с английским романтизмом и раньше, чем аналогичные явления в других странах Европы.
Предромантизм в Германии (представленный, к примеру, знаменитой балладой «Ленора») пришёл на смену школе «Бури и натиска», которая подготовила его своими излюбленными темами борьбы с тиранией, конфликта свободолюбивой личности с существующим порядком. В этом отношении наиболее характерны драмы Шиллера («Дон Карлос», «Разбойники»). На рубеже веков иенская школа романтизма сосуществовала с веймарским классицизмом (расстояние между Веймаром и Йеной всего 24 км).
Характернейшая черта немецкого романтизма — смутное томление по высшей, идеальной действительности, по совершенной гармонии жизни и искусства (Sehnsucht). Новалис сумел выразить это томление в мистическом символе голубого цветка (Blaue Blume). Растущее осознание недостижимости идеала часто приводило романтиков к пессимистическому миросозерцанию (т. н. «мировая скорбь» — Weltschmerz), примером чего может служить австриец Ленау.
Ранние романтики искали единства повседневной жизни и искусства в Средневековье и в солнечной Италии; для кружка назарейцев характерен культ ренессансной Флоренции. Приверженцы романтизма бежали от скучного капиталистического «мира цифр и рассудка» и уносились мечтой ко временам феодального миропорядка. Их вдохновляли горные и морские пейзажи, развалины старинных замков, яркие эмоции и загадки сверхъестественного.
Вслед за йенскими на сцену вступили (в 1804—1809 годы) гейдельбергские романтики, которые просвещенческому культу книжной учёности противопоставили народные предания и фольклор (сказки братьев Гримм, «Волшебный рог мальчика»); мыслители того времени часто рассуждали о «духе народа» (Volksgeist). На этой националистической основе сформировалась мифологическая школа.
Последним бастионом романтизма служила в 1830-е и 1840-е годы швабская школа (Л. Уланд, Ю. Кернер, Г. Шваб, В. Гауф, Э. Мёрике). В балладах, сказках, легендах её представители идеализировали Средние века, воспевали швабскую старину и уносились в мистические дали, чем давали пищу для насмешек молодёжи. Подробнее об упадке и вырождении романтизма в Германии см. статью бидермайер. Последним поэтом-романтиком считал себя Генрих Гейне (1797—1856); его склонность к самоанализу обернулась «страшной иронией над самим собой, над романтикой своего чувства».
Для немецкой прозы начала XIX века характерны новые жанры художнического и разбойничьего романа. Именно в недрах немецкого романтизма возродился также жанр новеллы, или рассказа (Клейст, Тик). Гофман подвёл итог первому этапу развития короткой романтической прозы своим объёмным сборником «Серапионовы братья» (1819-21).
Мадам де Сталь, сблизившись во время путешествий по Германии с братьями Шлегелями, полюбила придуманное ими слово «романтизм» и разнесла его по Европе (трактат «О Германии», 1813). Первые представители романтизма в России (вроде Жуковского и русских гофманистов) во многом ориентировались именно на немецкие образцы. В XX веке феномен немецкого романтизма исследовали, среди прочих, советские учёные Н. Я. Берковский и В. М. Жирмунский.
В изобразительном искусстве крупнейшей школой немецкого романтизма считаются дрезденские романтики.

## Основные фигуры
Литераторы и философы
- Эрнст Мориц Арндт
- Ахим фон Арним
- Беттина фон Арним
- Клеменс Брентано
- Иоганн Христиан Фридрих Гёльдерлин
- Иоганн Готфрид Гердер
- Генрих Гейне
- Эрнст Теодор Амадей Гофман
- Жан Поль
- Генрих фон Клейст
- Адам Мюллер
- Новалис
- Людвиг Иоганн Тик
- Людвиг Уланд
- Фридрих Вильгельм Йозеф фон Шеллинг
- Фридрих Шиллер
- Фридрих Шлегель
- Август Вильгельм Шлегель
- Фридрих Даниэль Эрнст Шлейемахер
- Адельберт фон Шамиссо
- Йозеф Эйхендорф

Композиторы
- Людвиг ван Бетховен
- Иоганнес Брамс
- Рихард Вагнер
- Карл Мария фон Вебер
- Ференц Лист
- Феликс Мендельсон
- Франц Шуберт
- Роберт Шуман

Художники
- Юхан Кристиан Клаусен Даль
- Йозеф Антон Кох
- Филипп Отто Рунге
- Карл Свобода
- Каспар Давид Фридрих
- Карл Шпицвег
- Шадов, Корнелиус и другие назарейцы